# Karl Ritter (regista)
Karl Ritter (Würzburg, 7 novembre 1888 – Buenos Aires, 7 aprile 1977) è stato un regista, produttore cinematografico e sceneggiatore tedesco.

## Biografia

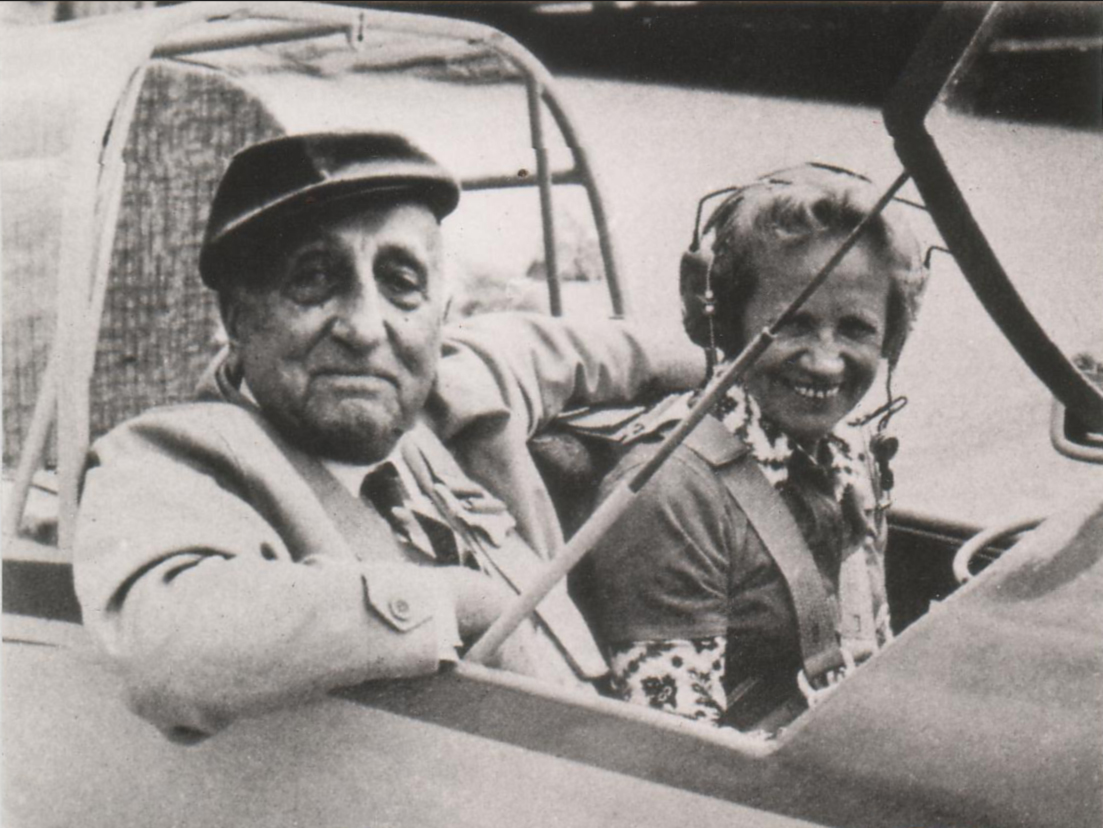
Karl Ritter e Hanna Reitsch nel 1968

Karl Ritter è noto per avere realizzato importanti film di propaganda durante il Terzo Reich. Si specializzò in film documentari, in particolare sull'aviazione. Ex-combattente della prima guerra mondiale, nelle sue opere ha esaltato i valori militari e ha celebrato il coraggio dei piloti tedeschi sia durante la guerra civile spagnola che nel corso della seconda guerra mondiale. I suoi film più celebri sono Legion Condor (1939) e, soprattutto, Stukas (1941). Dopo la caduta del nazionalsocialismo trovò riparo in Argentina; tornato in Germania nel 1954, ebbe modo di girare ancora due film.

## Filmografia

### Produttore
- Der Zinker, regia di Karl Forest, Martin Frič e Carl Lamac - direttore di produzione (1931)
- L'ultima canzone (Melodie der Liebe), regia di Georg Jacoby - direttore di produzione (1932)
- Amore in gabbia o La sposa venduta (Die verkaufte Braut), regia di Max Ophüls - direttore di produzione (1932)
- Muß man sich gleich scheiden lassen?, regia di Hans Behrendt - direttore di produzione (1932)
- Bambola di carne (Liebe muss verstanden sein), regia di Hans Steinhoff - produttore (1933)
- Hitlerjunge Quex: Ein Film vom Opfergeist der deutschen Jugend, regia di Hans Steinhoff - produttore (1933)
- Rivalen der Luft - Ein Segelfliegerfilm, regia di Frank Wisbar - produttore (1934)
- Freut Euch des Lebens, regia di Hans Steinhoff - produttore (1934)
- Vers l'abîme - produttore e direttore di produzione (1934)
- Die Insel, regia di Hans Steinhoff - produttore (1934)
- Lockvogel - produttore (1934)
- Dannazione (Liebe, Tod und Teufel), regia di Heinz Hilpert e Reinhart Steinbicker - produttore (1934)
- Die törichte Jungfrau, regia di Richard Schneider-Edenkoben - produttore (1935)
- Le Miroir aux alouettes, regia di Roger Le Bon e Hans Steinhoff - produttore (1935)
- Le Diable en bouteille, regia di Heinz Hilpert, Reinhart Steinbicker e (supervisore) Raoul Ploquin - produttore (1935)
- Ehestreik, regia di Georg Jacoby - produttore (1935)
- Tutto per un bacio (Königswalzer), regia di Herbert Maisch - produttore (1935)
- Valse royale, regia di Jean Grémillon - produttore (1936)
- Gli ultimi quattro di Santa Cruz (Die letzten Vier von Santa Cruz), regia di Werner Klingler - produttore (1936)
- Weiberregiment, regia di Karl Ritter - produttore (1936)
- Patrioten, regia di Karl Ritter - produttore (1937)
- Battaglione d'assalto (Unternehmen Michael), regia di Karl Ritter - produttore (1937)
- Sei ore di permesso (Urlaub auf Ehrenwort), regia di Karl Ritter - produttore (1938)
- Capriccio, regia di Karl Ritter - produttore esecutivo (1938)
- La squadriglia degli eroi (Pour le Mérite), regia di Karl Ritter - produttore esecutivo (1938)
- Legion Condor, regia di Karl Ritter - produttore (1939)
- Die Hochzeitsreise, regia di Karl Ritter - produttore esecutivo (1939)
- Im Kampf gegen den Weltfeind: Deutsche Freiwillige in Spanien, regia di Karl Ritter - produttore (1939)
- I cadetti di Smolenko (Kadetten), regia di Karl Ritter - produttore esecutivo (1939)
- Il sogno di carnevale (Bal paré), regia di Karl Ritter - produttore (1940)
- Über alles in der Welt, regia di Karl Ritter - produttore esecutivo (1941)
- Aquile d'acciaio (Stukas), regia di Karl Ritter - produttore esecutivo (1942)
- Ghepeu (G.P.U.), regia di Karl Ritter - produttore (1942)
- Besatzung Dora, regia di Karl Ritter - produttore esecutivo (1943)
- Liebesbriefe - produttore esecutivo (1944)
- Sommernächte, regia di Karl Ritter - produttore esecutivo (1944)
- Kamerad Hedwig, regia di Gerhard Lamprecht - produttore esecutivo (1945)
- Das Leben geht weiter, regia di Wolfgang Liebeneiner - produttore esecutivo (1945)
- Erzieherin gesucht, regia di Ulrich Erfurth - produttore esecutivo (1950)

### Regista
- Im Photoatelier (1933)
- Weiberregiment (1936)
- Artigli nell'ombra (Verräter) (1936)
- Patrioten (1937)
- Battaglione d'assalto (Unternehmen Michael) (1937)
- Sei ore di permesso (Urlaub auf Ehrenwort) (1938)
- Capriccio (1938)
- La squadriglia degli eroi (Pour le Mérite) (1938)
- Legion Condor (1939)
- Die Hochzeitsreise (1939)
- Im Kampf gegen den Weltfeind: Deutsche Freiwillige in Spanien (1939)
- I cadetti di Smolenko (Kadetten) (1939)
- Il sogno di carnevale (Bal paré) (1940)
- Über alles in der Welt (1941)
- Aquile d'acciaio (Stukas) (1942)
- Ghepeu (G.P.U.) (1942)
- Besatzung Dora (1943)
- Sommernächte (1944)
- El paraíso (1953)
- Staatsanwältin Corda (1953)
- Ball der Nationen (1954)

### Sceneggiatore
- Das Spreewaldmädel, regia di Hans Steinhoff (1928)
- Kehre zurück! Alles vergeben!, regia di Erich Schönfelder (1929)
- Fräulein Lausbub, regia di Erich Schönfelder (1930)
- Patrioten, regia di Karl Ritter (1937)
- Battaglione d'assalto (Unternehmen Michael), regia di Karl Ritter (1937)
- La squadriglia degli eroi (Pour le Mérite), regia di Karl Ritter (1938)
- Legion Condor, regia di Karl Ritter (1939)
- Die Hochzeitsreise, regia di Karl Ritter (1939)
- I cadetti di Smolenko (Kadetten), regia di Karl Ritter (1939)
- Il sogno di carnevale (Bal paré), regia di Karl Ritter (1940)
- Über alles in der Welt, regia di Karl Ritter (1941)
- Aquile d'acciaio (Stukas), regia di Karl Ritter (1942)
- Ghepeu (G.P.U.), regia di Karl Ritter (1942)
- Besatzung Dora, regia di Karl Ritter (1943)
- Das Leben geht weiter, regia di Wolfgang Liebeneiner (1945)
- El paraíso, regia di Karl Ritter (1953)
- Staatsanwältin Corda, regia di Karl Ritter (1953)
- Ball der Nationen, regia di Karl Ritter (1954)